# Peter Paul Nahm
Peter Paul Nahm (* 22. November 1901 in Gensingen; † 15. Januar 1981 in Lorch) war ein deutscher Historiker, Journalist und Ministerialbeamter. Er gehörte der CDU an.

## Leben und Beruf
Nahm besuchte das Alte Gymnasium in Mainz und studierte von 1921 bis 1925 Philosophie, Geschichte und Kunstgeschichte in Innsbruck. 1925 wurde er mit einer Arbeit zu Kultur- und Siedlungsgeschichte der römisch-fränkischen Zeit in Bingen und Umgebung promoviert.
Nahm war dann Hauptschriftleiter (Chefredakteur) der Mittelrheinischen Volkszeitung, die 1934 von den Nationalsozialisten verboten worden ist. Nach Berufsverbot und mehrwöchiger „Schutzhaft“ im KZ Osthofen arbeitete er bis 1945 als Weinhändler.
1959 wurde Nahm Vorsitzender des Katholischen Flüchtlingsrates bei der Deutschen Bischofskonferenz. Er behielt dieses Amt bis zu seinem Tode.
1960 erhielt er wegen seines Einsatzes für die Sudetendeutsche Landsmannschaft die Lodgman-Plakette.

## Partei
In der Weimarer Republik gehörte Nahm dem ZENTRUM an. Nach 1945 schloss er sich der CDU an.

## Öffentliche Ämter
Nach dem Zweiten Weltkrieg war Nahm 1945 bis 1946 Landrat im Rheingaukreis. Das von ihm dort entwickelte Konzept zur Eingliederung der Heimatvertriebenen machte ihn auch bundesweit bekannt. 1947 bis 1949 war er Leiter des hessischen Landesflüchtlingsamtes. Von 1953 bis 1967 war er schließlich beamteter Staatssekretär im Bundesministerium für Vertriebene, Flüchtlinge und Kriegsgeschädigte.

## Veröffentlichungen
- Nach zwei Jahrzehnten. Erlebnisberichte über Flucht, Vertreibung und Eingliederung. Grenzland-Druckerei, Wolfenbüttel, o. J.
- Dokumente Deutscher Kriegsschäden. Bonn 1960.
- Kunstwerke im ländlichen Raum. Grote Verlag, Köln 1966.
- Geburtsstunde einer multinationalen Friedensordnung. München 1966.
- Doch das Leben ging weiter. Skizzen zur Lage, Haltung und Leistung der Vertriebenen, Flüchtlinge und Eingesessenen nach der Stunde Null. Grote Verlag, Köln 1971.
- Daheim in einer anderen Welt. Gieseking, Bielefeld 1975.
- Kultur und Politik im Spannungsfeld der Geschichte (Hans-Joachim von Merkatz zum 70. Geburtstag). Gieseking Verlag, Bielefeld 1975.